# Trevor Philp
Pour les articles homonymes, voir Philp.
Trevor Wansbrough Philp, né le 1er mai 1992, est un skieur alpin canadien, spécialiste des épreuves techniques (slalom et slalom géant).

## Carrière
Sa carrière officielle commence lors de la saison 2007-2008, puis dispute les Championnats du monde junior entre 2010 et 2013, obtenant comme meilleur résultat une quatrième place en slalom en 2012 à Roccaraso.
Il fait ses débuts en Coupe du monde en janvier 2012 à Adelboden. Il marque son premier point en décembre 2013 à Beaver Creek. Il est alors sélectionné pour les Jeux olympiques d'hiver de 2014, à Sotchi, où il est 25e du slalom géant et abandonne le slalom.
Aux Championnats du monde 2015, à Beaver Creek, il fait partie de l'équipe canadienne médaillée d'argent. Aux Jeux olympiques de Pyeongchang en 2018, il améliore son résultat de 2014 avec une 18e place en slalom géant. Son meilleur résultat dans un grand rendez-vous date des Championnats du monde 2021, où il prend la dixième place au combiné alpin.
Il obtient son meilleur résultat en Coupe du monde en 2019, en terminant cinquième du combiné de Bansko, performance égalée en fin d'année 2021 au parallèle de Zürs.

## Palmarès

### Jeux olympiques
| Épreuve / Édition | Sotchi 2014 | Pyeongchang 2018 |
| Slalom            | Abandon     | Abandon          |
| Slalom géant      | 25e         | 18e              |

### Championnats du monde
| Épreuve / Édition | Schladming 2013                  | Beaver Creek 2015                | Saint-Moritz 2017                | Åre 2019                         | Cortina d'Ampezzo 2021 |
| Slalom            | 35e                              | 18e                              | Abandon                          | Abandon                          |                        |
| Slalom géant      | -                                | 18e                              | Abandon                          | 18e                              | Abandon                |
| Combiné alpin     | -                                | -                                | -                                | -                                | 10e                    |
| Parallèle         | Épreuve inexistante à cette date | Épreuve inexistante à cette date | Épreuve inexistante à cette date | Épreuve inexistante à cette date | Qualifications         |
| Par équipes       |                                  | Argent                           | 5e                               | 9e                               |                        |

### Coupe du monde
- Meilleur classement général : 54e en 2019.
- Meilleur résultat : 5e.

#### Classements par saison
| Saison | Général | Slalom | Slalom géant | Super G | Descente | Combiné | Parallèle                        |
| ------ | ------- | ------ | ------------ | ------- | -------- | ------- | -------------------------------- |
| 2014   | 140e    | —      | 51e          | —       | —        | —       | Épreuve inexistante à cette date |
| 2015   | 133e    | —      | 41e          | —       | —        | —       | Épreuve inexistante à cette date |
| 2016   | 102e    | 37e    | 45e          | —       | —        | 37e     | Épreuve inexistante à cette date |
| 2018   | 83e     | 40e    | 34e          | —       | —        | —       | Épreuve inexistante à cette date |
| 2019   | 54e     | 41e    | 25e          | —       | —        | 11e     | Épreuve inexistante à cette date |
| 2018   | 80e     | 58e    | 25e          | —       | —        | —       | 38e                              |
| 2021   | 92e     | —      | 30e          | —       | —        | —       | 28e                              |

### Coupe nord-américaine
- Meilleur classement général : 3e en 2012 et 2015.
- 28 podiums dont 11 victoires.

### Coupe d'Europe
- 1 podium dont 1 victoire.

### Championnats du Canada
- Champion du slalom en 2012.
- Champion du slalom géant en 2013, 2016, 2017 et 2018.
- Champion du combiné en 2016.